# جوليان كارول
جوليان كارول (بالإنجليزية: Julian Carroll)‏ هو محامي وسياسي أمريكي، ولد في 16 أبريل 1931 في الولايات المتحدة. حزبياً، نشط في الحزب الديمقراطي. وقد انتخب عضو مجلس ولاية كنتاكي (3 يناير 2005 – ) وانتخب نائب حاكم كنتاكي ‏ (7 ديسمبر 1971 – 28 ديسمبر 1974) وانتخب حاكم كنتاكي ‏ (28 ديسمبر 1974 – 11 ديسمبر 1979).